# مقاطعة دوغلاس (مينيسوتا)
مقاطعة دوغلاس (بالإنجليزية: Douglas County)‏ هي إحدى مقاطعات ولاية مينيسوتا في الولايات المتحدة الأمريكية.